# Linia Arbatsko-Pokrowskaja
Linia Arbatsko-Pokrowskaja (ros. Арба́тско-Покро́вская ли́ния) – linia metra moskiewskiego otwarta 13 marca 1938 roku. Linia ma długość 45,1 km i liczy 22 stacje. Biegnie ze wschodu na zachód miasta, a następnie zakręca na północ. Na mapie oznaczana numerem 3 i niebieskim kolorem.

## Rozwój
Historia linii jest jedną z bardziej skomplikowanych. Początkowy rozwój jest powiązany z linią Filowską, budowaną od lat 30. jako odnoga linii Sokolniczeskiej. W 1938 roku odnoga serwisowa została zlikwidowana i utworzono linię Arbacko-Pokrowską kończącą się na stacji Kurskaja.
Podczas wojny otwarto głębokie stacje na wschodzie (odcinek Kurskaja – Partizanskaja). W tym kierunku rozbudowano linię jeszcze w latach 60., aż do stacji Szczołkowskaja.
W czasie wojny w stacji Arbatskaja niemiecka bomba przebiła sufit. Był to argument podczas zimnej wojny przemawiający za tym, że istniejące, płytkie stacje nie nadają się jako schrony przeciwlotnicze, co poskutkowało budową nowych, o wiele głębiej. Wraz z otwarciem nowego odcinka Płoszczad’ Riewolucyi – Kijewskaja linii Arbacko-Pokrowskiej starsze, płytkie stacje zamknięto.
Rozwój linii na zachodzie zastopowało ponowne otwarcie linii Filowskiej (nr 4.) na przełomie lat 50. i 60. Kolejne stacje otwarto dopiero na początku XXI wieku (Park Pobiedy po 15 latach budowy). W kolejnych latach nastąpiła także reorganizacja, linie 3. i 4. połączono na stacji Kuncewskaja, a kolejne stacje przyłączono do rozbudowywanej linii.

## Ciekawostki
- linia posiada status najdłuższej (43,5 km) w systemie metra
- na linii znajduje się najgłębsza stacja metra moskiewsiego – Park Pobiedy (84 m)
- na linii znajduje się pierwsza otwarta stacja poza Moskwą – Miakinino
- linia posiada najdłuższy odcinek tunelu – 6627 m pomiędzy Kryłatskoje i Strogino
- linia posiada kilka typów stacji – głębokie pod centrum, oraz płytkie i naziemne na obrzeżach miasta
- skomplikowana historia i częste zmiany planów skutkują licznymi łącznikami z tunelami innych linii

## Odcinki i zmiany nazwy
Budowa linii zaczęła się w latach 30.
Poszczególne odcinki były otwierane w kolejności:
- 13 marca 1938 – Aleksandrowskij Sad (linia 4) – Płoszczad’ Riewolucyi – Kurskaja (2,3 km + 1,1 km łącznika, 2 stacje)
- 18 stycznia 1944 Kurskaja – Partizanskaja (7,1 km, 3 stacje) bez stacji Elektrozawodskaja
- 15 maja 1944 – stacja Elektrozawodskaja
- 5 kwietnia 1953 – Płoszczad’ Riewolucyi – Kijewskaja (3,9 km, 3 stacje)
- 24 września 1954 – tymczasowa powierzchniowa stacja Pierwomajskaja (Первомайская) (zamknięta w 1961)
- 21 października 1961 – Partizanskaja – Pierwomajskaja (3,8 km, 2 stacje)
- 22 lipca 1963 – Pierwomajskaja – Szczołkowskaja (1,6 km, 1 stacja)
- 6 maja 2003 – Kijewskaja – Park Pobiedy (3,2 km, 1 stacja)
- 7 stycznia 2008 – Park Pobiedy – Strogino (11,5 km, 1 nowa + 3 istniejące stacje)
- 7 września 2008 – stacja Sławianskij Bulwar
- 26 grudnia 2009 – Strogino – Mitino (6 km, 3 stacje)
- 28 grudnia 2012 – Mitino – Piatnickoje Szosse (1,5 km, 1 stacja)

Zmiany nazw stacji:
- Izmajłowskaja – do 20 sierpnia 1963 Izmajłowskij Park (Измайловский парк)
- Partizanskaja – do 20 sierpnia 1963 Izmajłowskaja, do 3 maja 2005 Izmajłowskij Park
- Siemionowskaja – do 30 listopada 1961 Stalinskaja (Сталинская)

Linia jest obsługiwana przez zajezdnie – TCz-3 Izmajłowo (ТЧ-3 «Измайлово») i TCz-16 Mitino (ТЧ-16 «Митино»). Wcześniej używano także zajedni:
- Tcz-2 Sokół (ТЧ-2 «Сокол») – w latach 1938–1941, 1942 – 1950 (przerwa spowodowana działaniami wojennymi)
- Tcz-1 Sewernoje (ТЧ-1 «Северное») – w latach 1941–1942

## Lista stacji
| #  | Nazwa (cyrylica)   | Nazwa (trb. łacińska) | Otwarcie | Możliwe przesiadki (linia)                                | Możliwe przesiadki (stacja)                               |
| -- | ------------------ | --------------------- | -------- | --------------------------------------------------------- | --------------------------------------------------------- |
| 1  | Щёлковская         | Szczołkowskaja        | 1963     | –                                                         | –                                                         |
| 2  | Первомайская       | Pierwomajskaja        | 1961     | –                                                         | –                                                         |
| 3  | Измайловская       | Izmajłowskaja         | 1961     | –                                                         | –                                                         |
| 4  | Партизанская       | Partizanskaja         | 1944     | Moskiewski pierścień centralny                            | Izmajłowo                                                 |
| 5  | Семёновская        | Siemionowskaja        | 1944     | –                                                         | –                                                         |
| 6  | Электрозаводская   | Elektrozawodskaja     | 1944     | Bolszaja Kolcewaja                                        | Elektrozawodskaja                                         |
| 7  | Бауманская         | Baumanskaja           | 1944     | –                                                         | –                                                         |
| 8  | Курская            | Kurskaja              | 1938     | Kolcewaja Lublinsko-Dmitrowskaja Kursko-Riżska            | Kurskaja Czkałowskaja Kurskaja                            |
| 9  | Площадь Революции  | Płoszczad´ Riewolucyi | 1938     | Sokolniczeskaja Zamoskworieckaja                          | Ochotnyj riad Teatralnaja                                 |
| 10 | Арбатская          | Arbatskaja            | 1953     | Sokolniczeskaja Filowskaja Sierpuchowsko-Timiriaziewskaja | Bibliotieka imieni Lenina Aleksandrowskij Sad Borowickaja |
| 11 | Смоленская         | Smolenskaja           | 1953     | –                                                         | –                                                         |
| 12 | Киевская           | Kijewskaja            | 1953     | Filowskaja Kolcewaja                                      | Kijewskaja                                                |
| 13 | Парк Победы        | Park Pobiedy          | 2003     | Sołncewskaja Moskiewski pierścień centralny               | Park Pobiedy Kutuzowskaja                                 |
| 14 | Славянский бульвар | Sławianskij Bulwar    | 2008     | Biełorussko-Sawiołowska                                   | Sławianskij bulwar                                        |
| 15 | Кунцевская         | Kuncewskaja           | 1965     | Filowskaja Bolszaja Kolcewaja Biełorussko-Sawiołowska     | Kuncewskaja Kuncewskaja                                   |
| 16 | Молодёжная         | Mołodiożnaja          | 1965     | –                                                         | –                                                         |
| 17 | Крылатское         | Kryłatskoje           | 1989     | –                                                         | –                                                         |
| 18 | Строгино           | Strogino              | 2008     | –                                                         | –                                                         |
| 19 | Мякинино           | Miakinino             | 2009     | –                                                         | –                                                         |
| 20 | Волоколамская      | Wołokołamskaja        | 2009     | Kursko-Riżska                                             | Wołokołamskaja                                            |
| 21 | Митино             | Mitino                | 2009     | –                                                         | –                                                         |
| 22 | Пятницкое шоссе    | Piatnickoje Szosse    | 2012     | –                                                         | –                                                         |

## Galerie

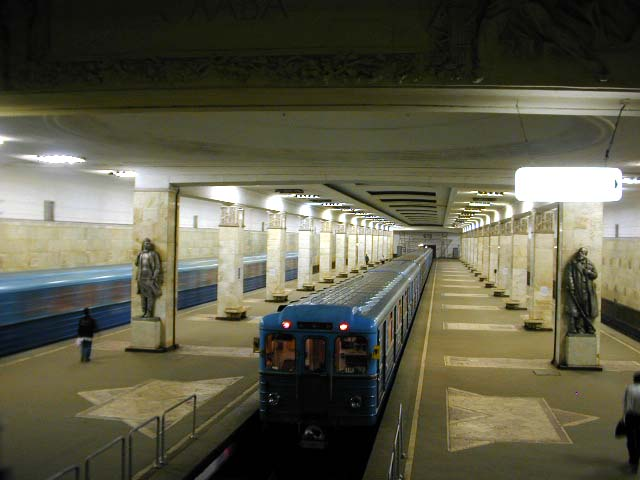
Stacja Partizanskaja
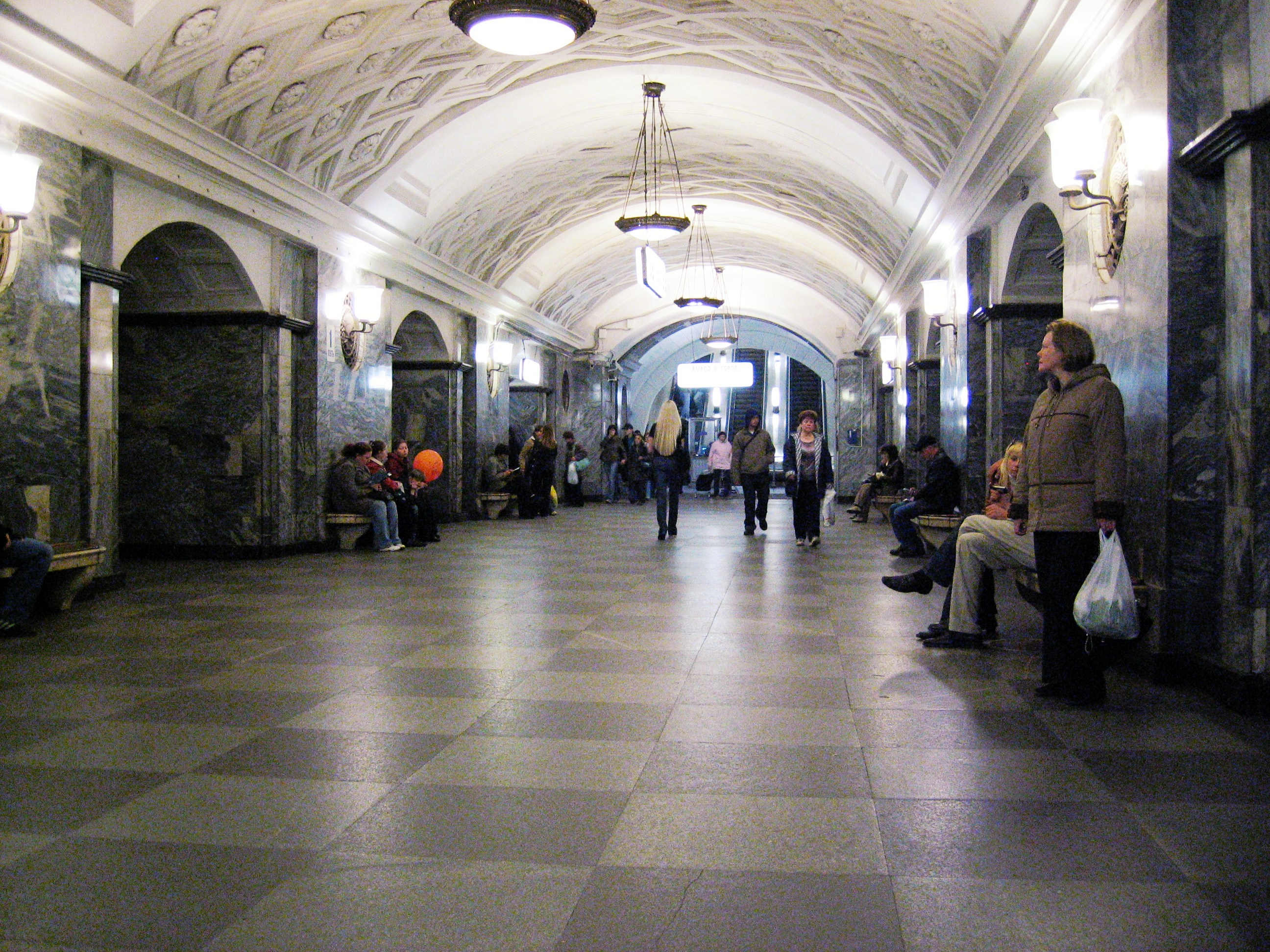
Stacja Kurskaja
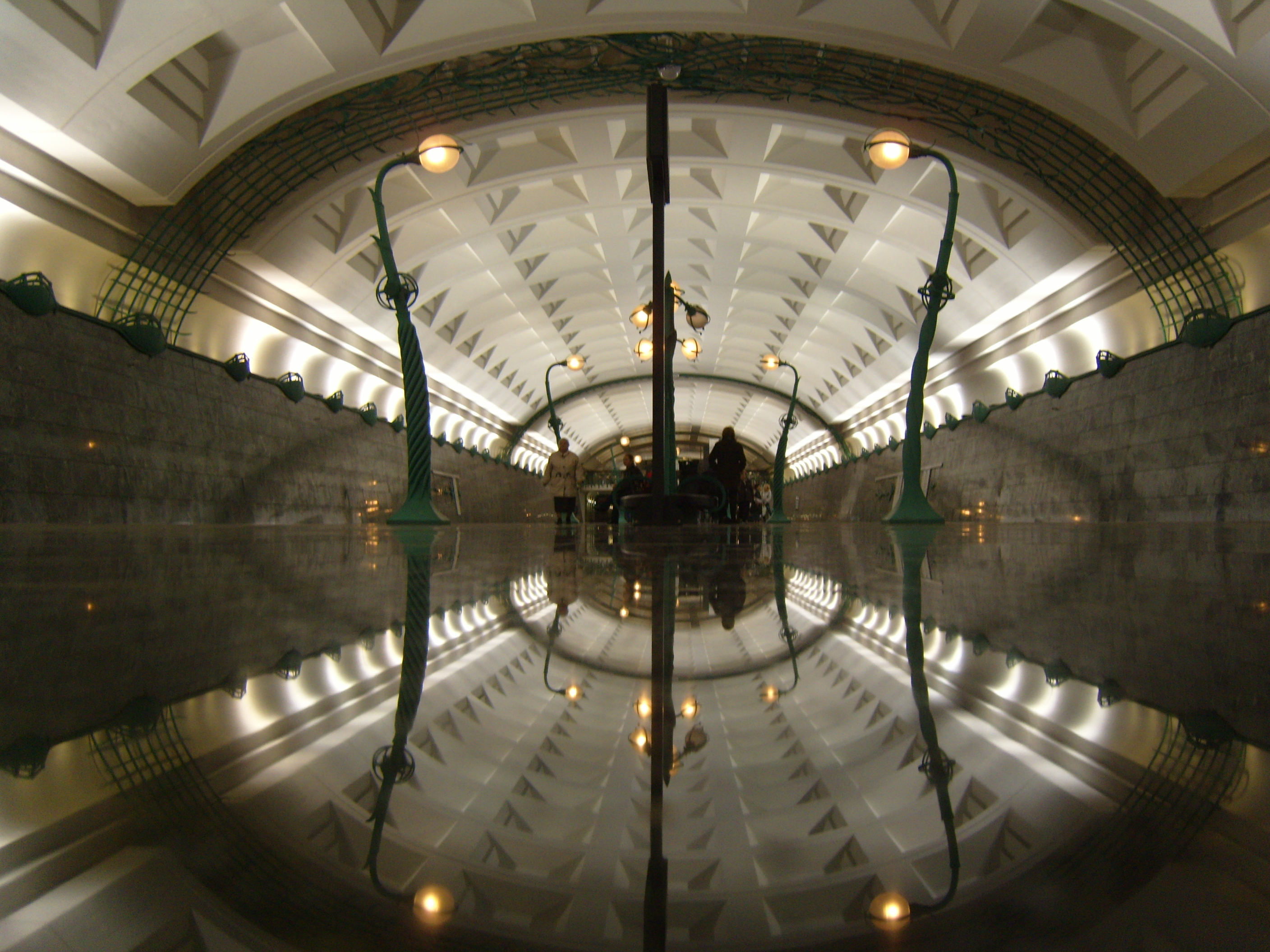
Stacja Sławianskij Bulwar
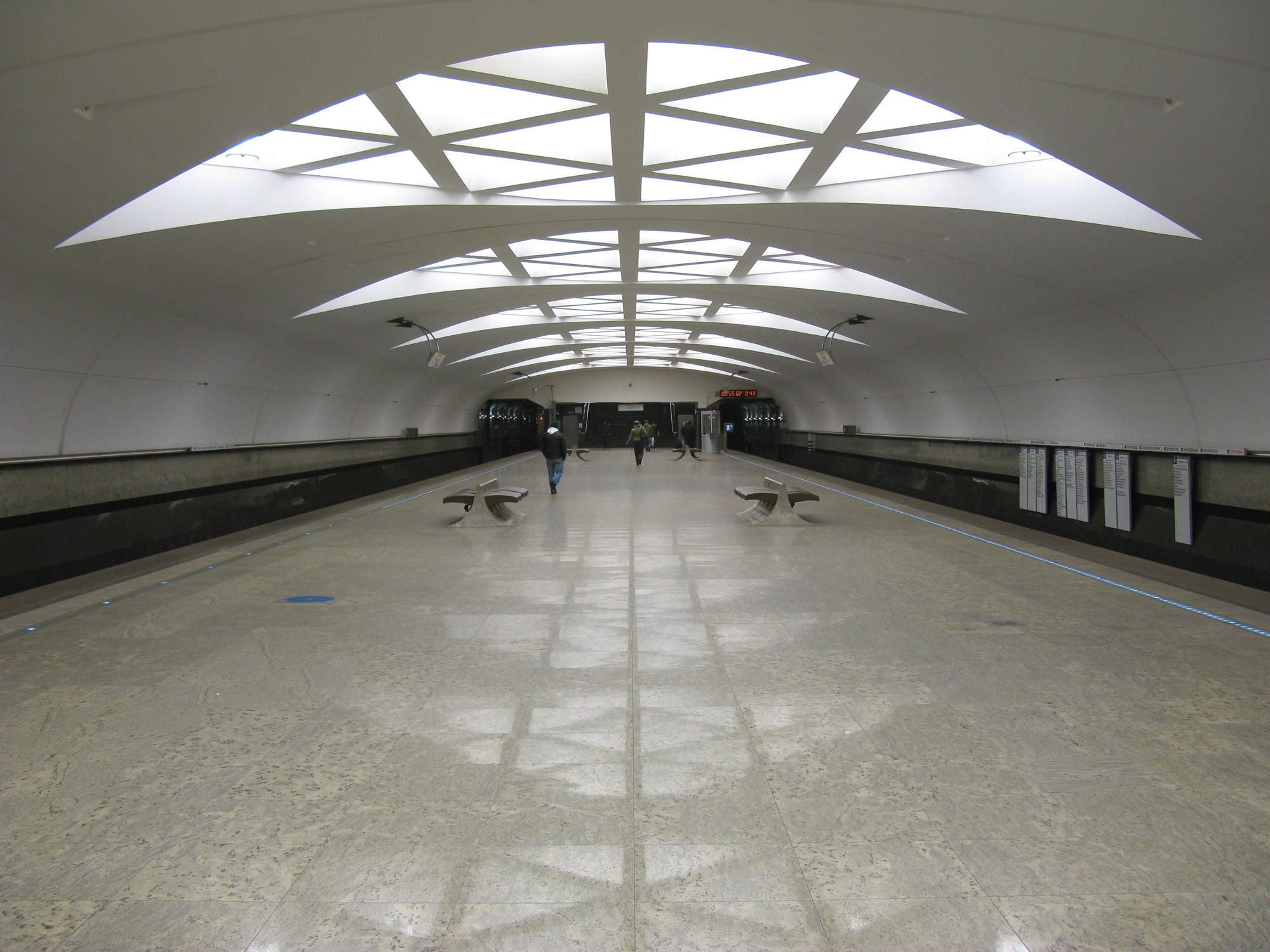
Stacja Strogino
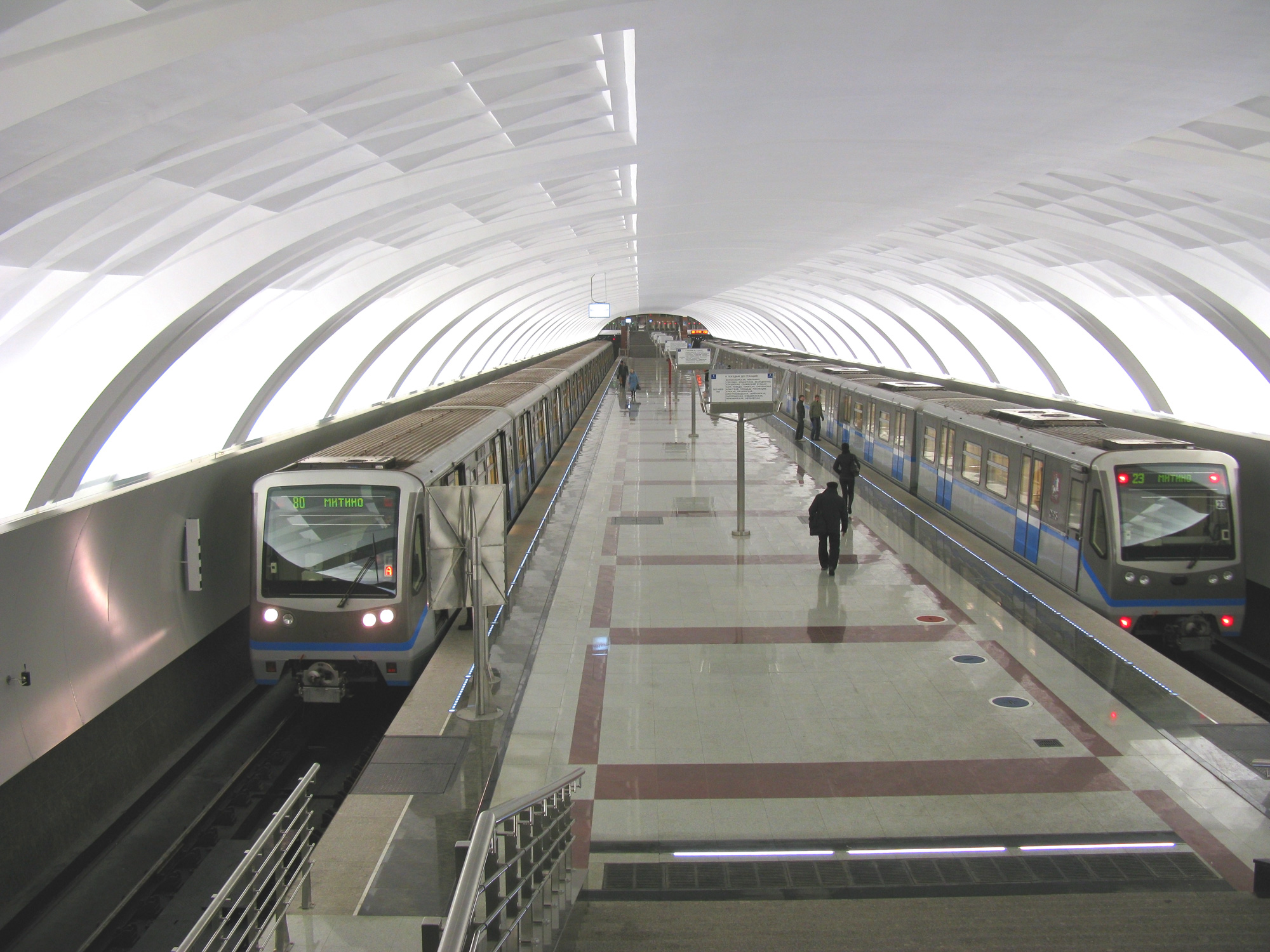
Stacja Mitino